# Michael Schweizer
Michael Schweizer (Aken, 16 december 1983) is een Duits wielrenner die anno 2015 rijdt voor African Wildlife Safaris Cycling Team.

## Belangrijkste overwinningen
2009
- 2e etappe Ronde van Luik

2012
Rund um Düren
2e etappe Vijf Ringen van Moskou
2013
2e etappe Koers van de Olympische Solidariteit
2015
2e etappe Ronde van Al Zubarah

## Ploegen
- 2003 –  Team Vermarc Sportswear
- 2004 –  Team ComNet-Senges
- 2005 –  Team ComNet-Senges
- 2010 –  Team Nutrixxon Sparkasse
- 2011 –  Nutrixxion Sparkasse
- 2012 –  Nutrixxion Abus
- 2013 –  Team NSP-Ghost
- 2014 –  Synergy Baku Cycling Project
- 2015 –  African Wildlife Safaris Cycling Team

Baldauf · Bonnin · Fiedler · Forberger · Forke · Fothen · Fuchs · Hooghiemster · Menville · Schäfer · Schmeiser · Schweizer · Thömel
Asanov · Averin · Brammeier · Cəbrayılov · Davison · Eibegger · İlyasov · İsgəndərov · İsmayılov · Ələkbərov · Əsədov · Klemme · Lane · Lavery · McConvey · C. Schweizer · M. Schweizer · Sokol · Soeroetkovytsj · Walker
Cameron · Crosbie · Cummings · Graziato · Lake · Lane · O'Callaghan · Rogers · Schweizer · Smyth · Stevenson · Woolley